# Carex ohmuelleriana
Carex ohmuelleriana är en halvgräsart som beskrevs av Otto Friedrich Lang. Carex ohmuelleriana ingår i släktet starrar, och familjen halvgräs. Inga underarter finns listade i Catalogue of Life.